# Sängelberg
Der Sängelberg bei Oberreifenberg im hessischen Hochtaunuskreis ist ein 665 m ü. NHN hoher Berg im Taunus. Innerhalb dieses Mittelgebirges ist er einer der höheren eigenständigen Gipfel.

## Geographie

### Lage
Der Sängelberg liegt im Östlichen Hintertaunus im Naturpark Taunus und gehört zum Gemeindegebiet von Schmitten im Taunus. Sein Gipfel erhebt sich 1 km nördlich von Oberreifenberg und knapp 3 km nordwestlich des Großen Feldbergs. Die Weil passiert den Berg im Westen.
Der Sängelberg bildet nach dem Weilsberg (700,7 m) und dem Dillenberg (682,4 m), die dritthöchste Erhebung im östlichen Hintertaunus. Vier Kilometer nördlich erhebt sich die vierthöchste Erhebung, der Pferdskopf (662,6 m).

### Naturräumliche Zuordnung
Der Sängelberg gehört in der naturräumlichen Haupteinheitengruppe Taunus (Nr. 30), in der Haupteinheit Östlicher Hintertaunus (302) zum Naturraum Pferdskopf-Taunus (302.6).

## Landschaftsbild
Der Berg ist gänzlich mit Wald, größtenteils Buchenwald, bestanden. Am höchsten Punkt befinden sich ein Vermessungsstein sowie ein Gipfelkreuz. Auf einem gegen Norden streichenden Sporn finden sich im Wald Mauerreste und Burggraben der Ruine Burg Hattstein. Südlich des Berges schließt sich das reizvolle Wiesentälchen Schmittgrund mit einer Nebenquelle der Weil, dem Weilborn, an.

## Hohelai
Die Hohelai ist eine zur Weil steil abfallende Schieferfelsrippe am Westhang des Berges. Im unteren Bereich bildet sie eine Felswand, die über der Landesstraße 10 Meter hoch aufragt. Auch das umliegende Waldgebiet trägt den Namen Hohelai.

## Routen zum Gipfel
Den besten Eindruck von der Berggestalt gewinnt man beim Anstieg aus dem Weiltal, beginnend an einem Parkplatz an der Landstraße 3025, rund 600 Meter vom südwestlichen Ortsrand Schmittens, durch ein kurzes Wiesentälchen hinauf zur Ruine der Burg Hattstein und weiter zum Gipfel.

## Galerie

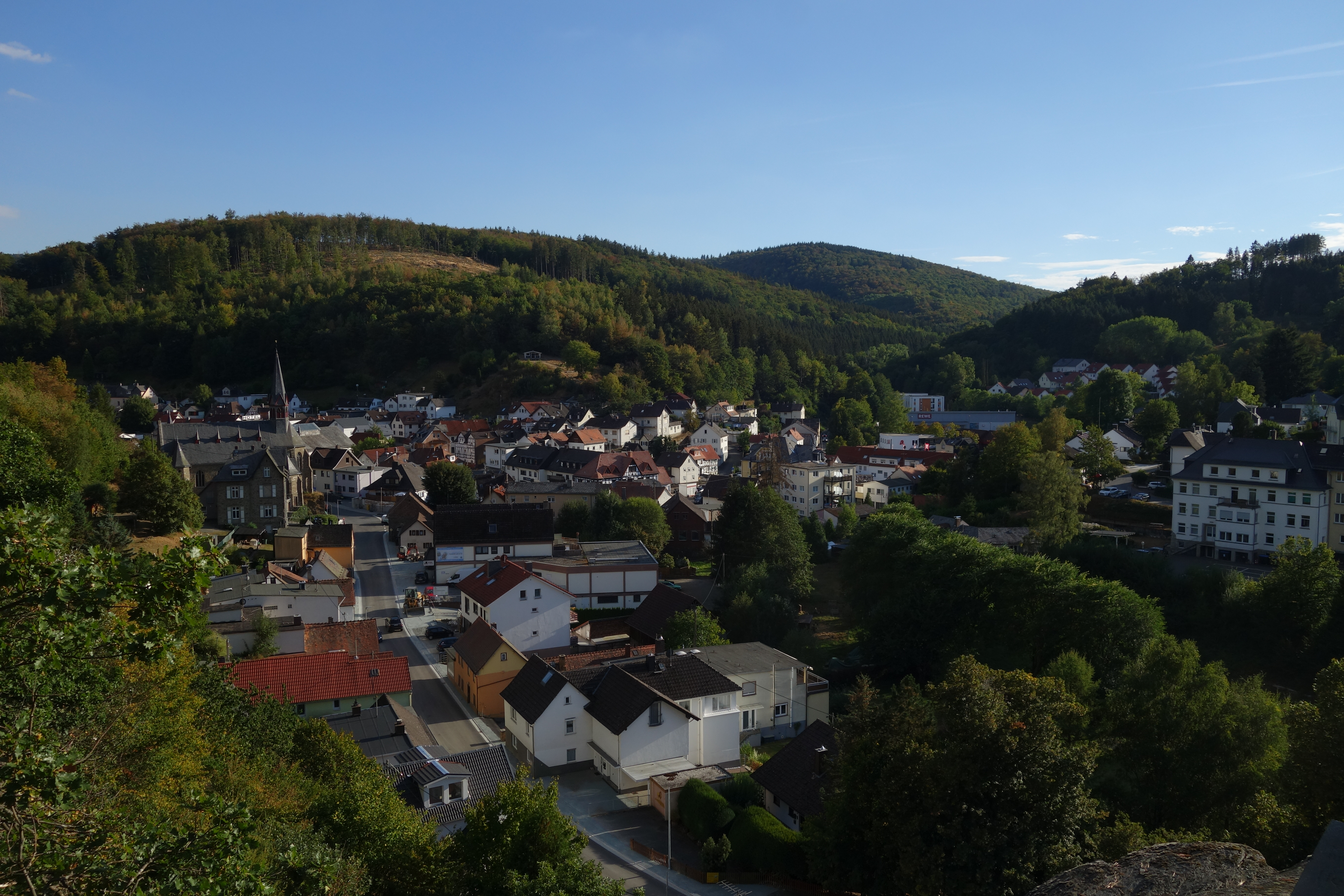
Sängelberg (halbrechts) aus Richtung Schmitten; links Pfaffenrod
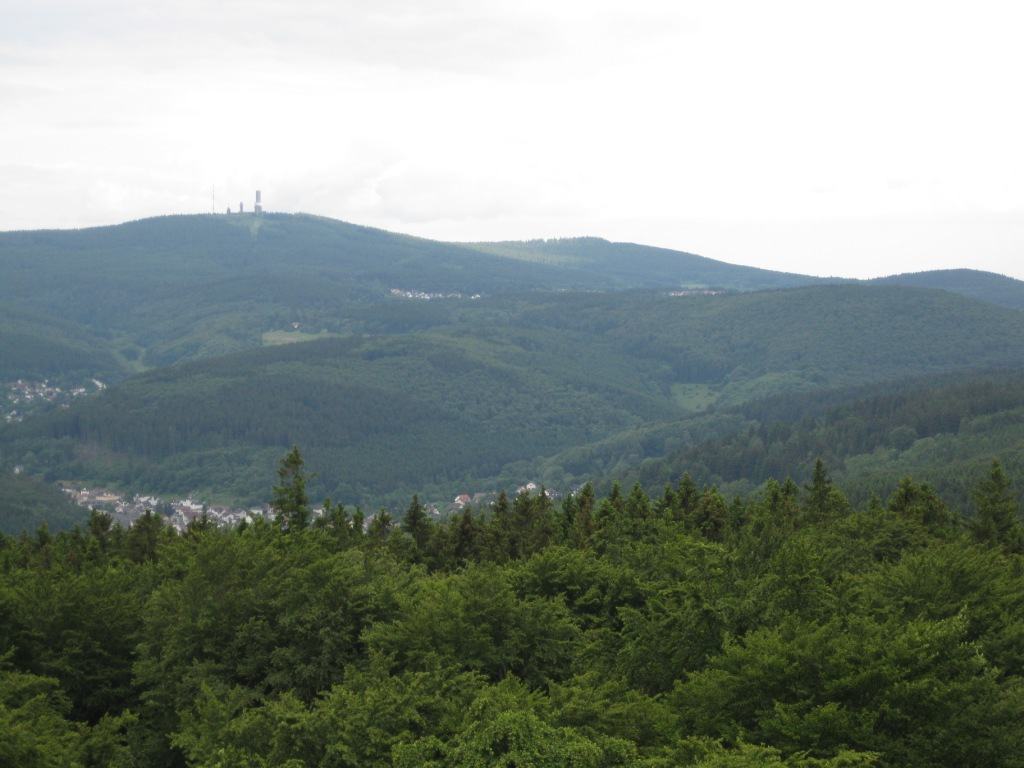
Blick vom Pferdskopfturm über das obere Weiltal zum Großen Feldberg (links) und Kleinen Feldberg (mittig), Weilsberg (rechter Rand, hinten), davor der Sängelberg; Häuser von Schmitten unter dem Pfaffenrod (vorne), Arnoldshain (links darüber) und Oberreifenberg (rechts unterhalb des Großen Feldbergs)
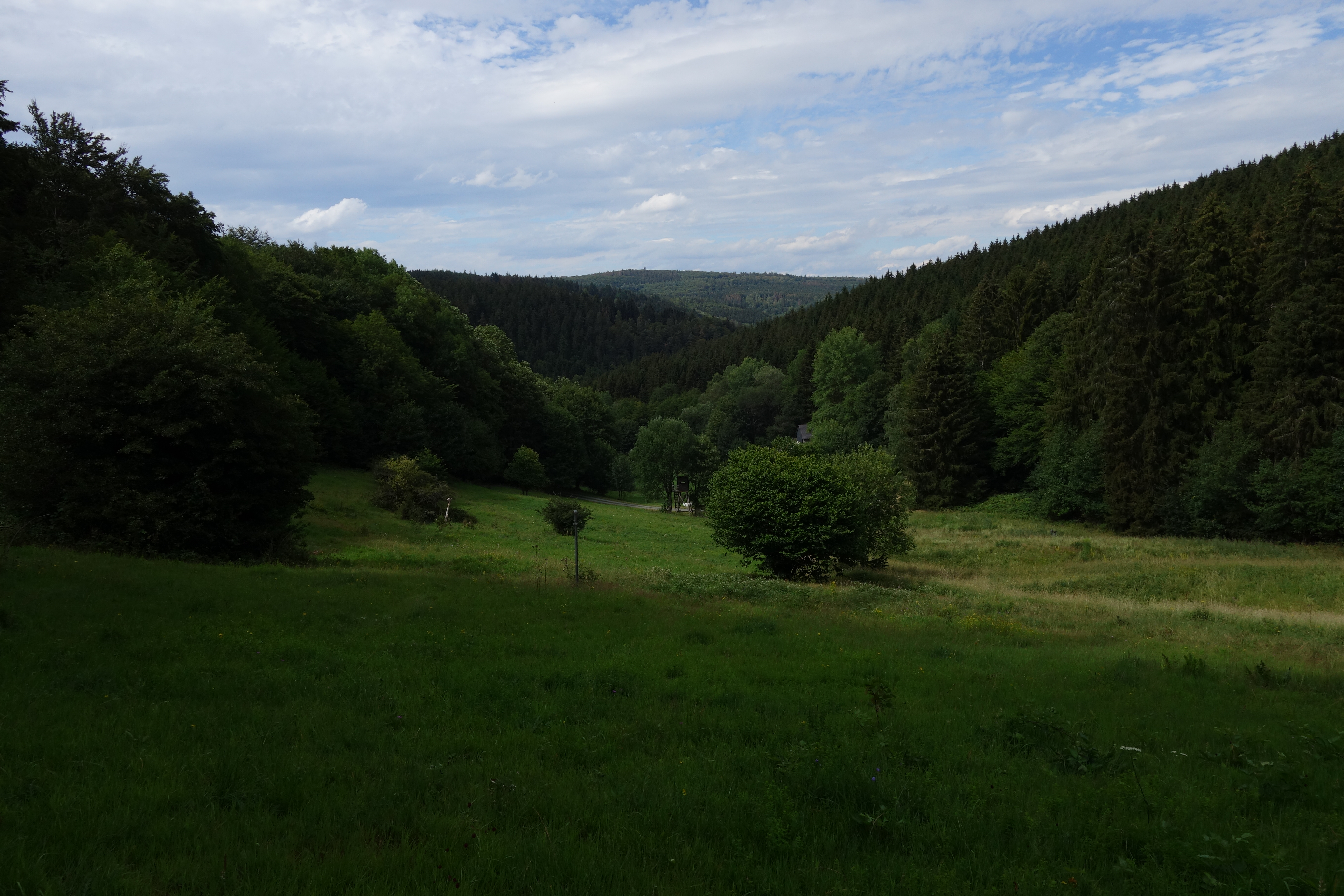
Talgrund zwischen Sängelberg (links der Ausläufer mit Burg Hattstein) und Pfaffenrod (rechts); in der Mitte am Horizont der Pferdskopf, davor der östliche Ausläufer des Judenkopfs.
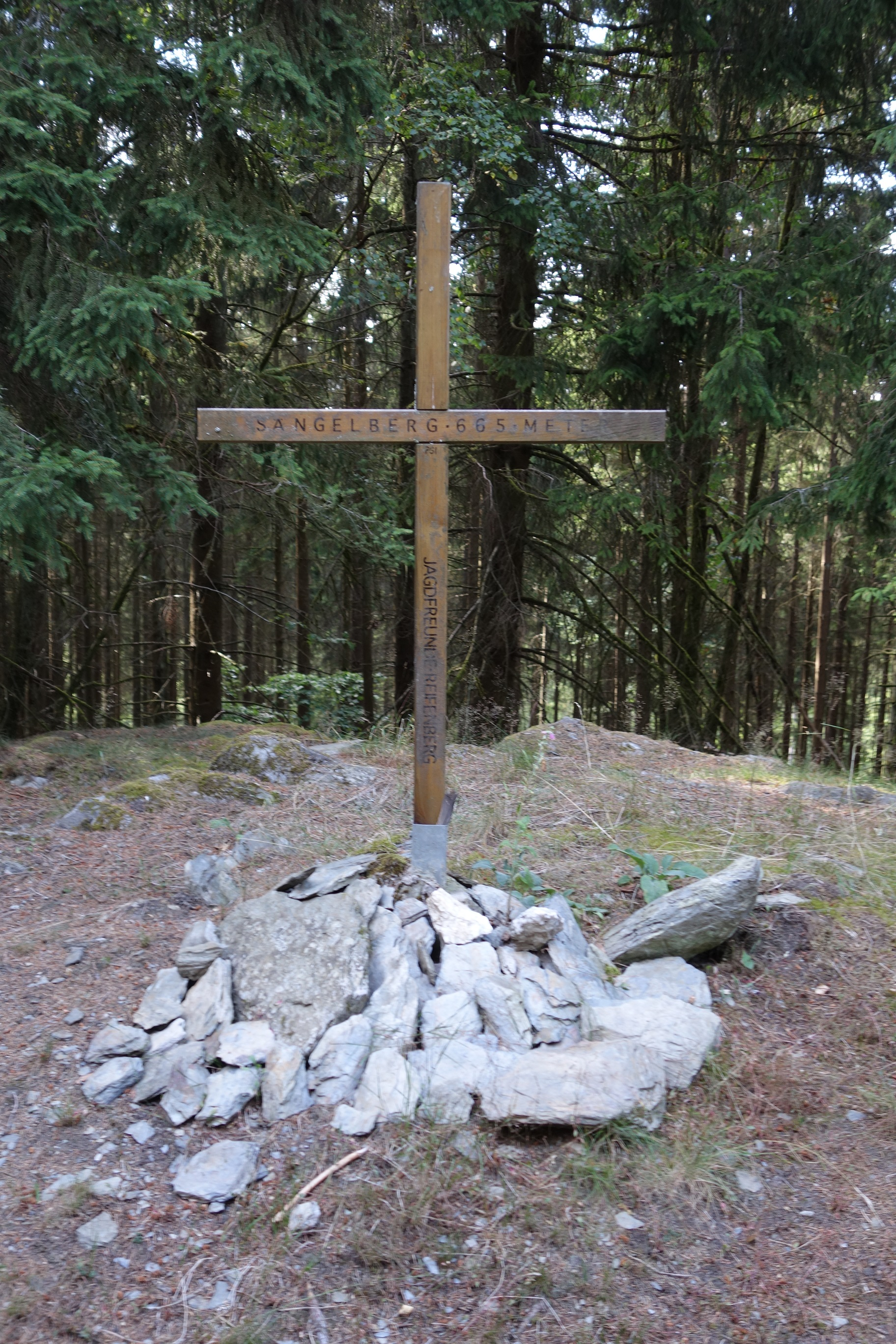
Gipfelkreuz auf dem Sängelberg
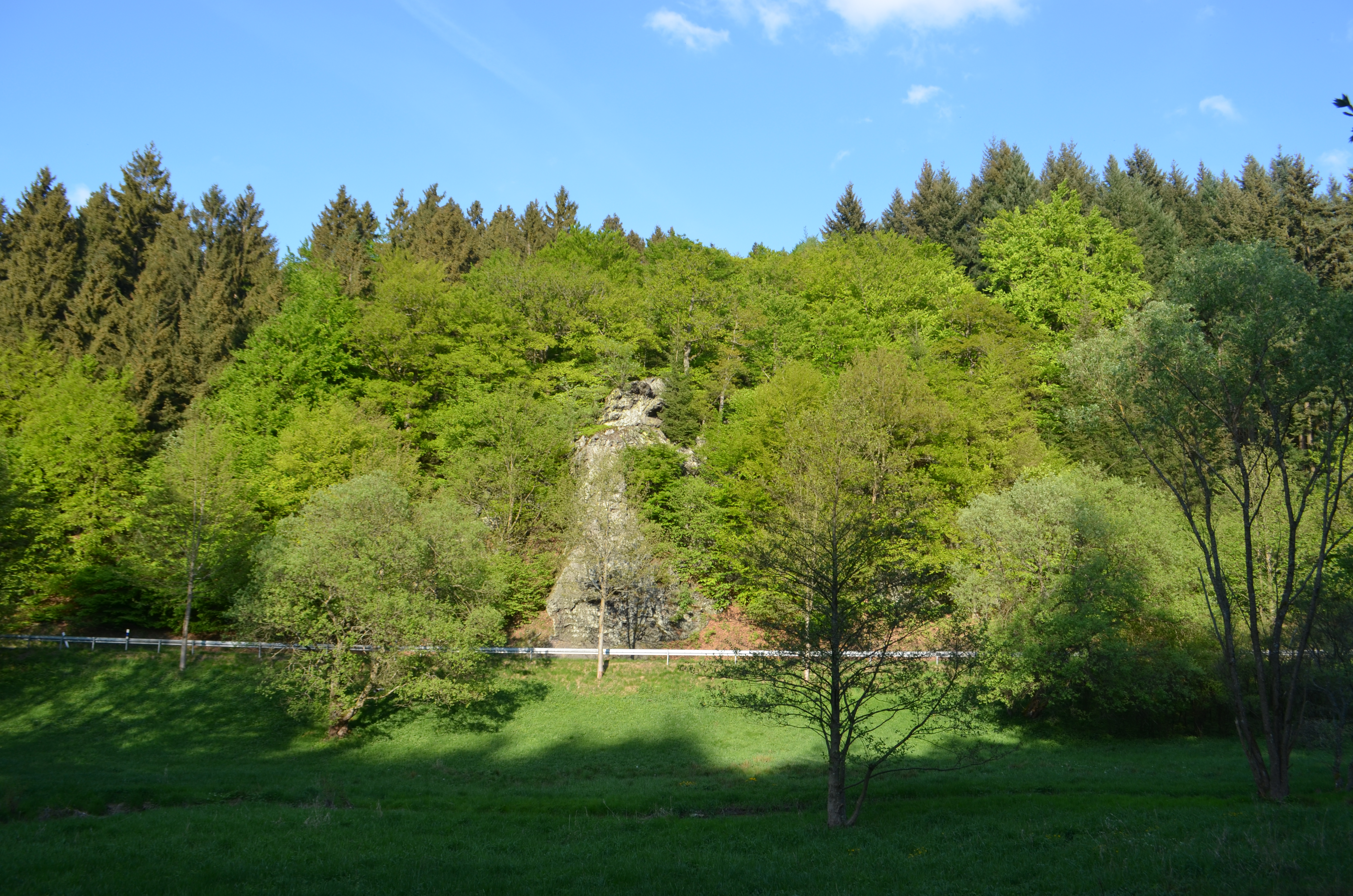
Hohelai
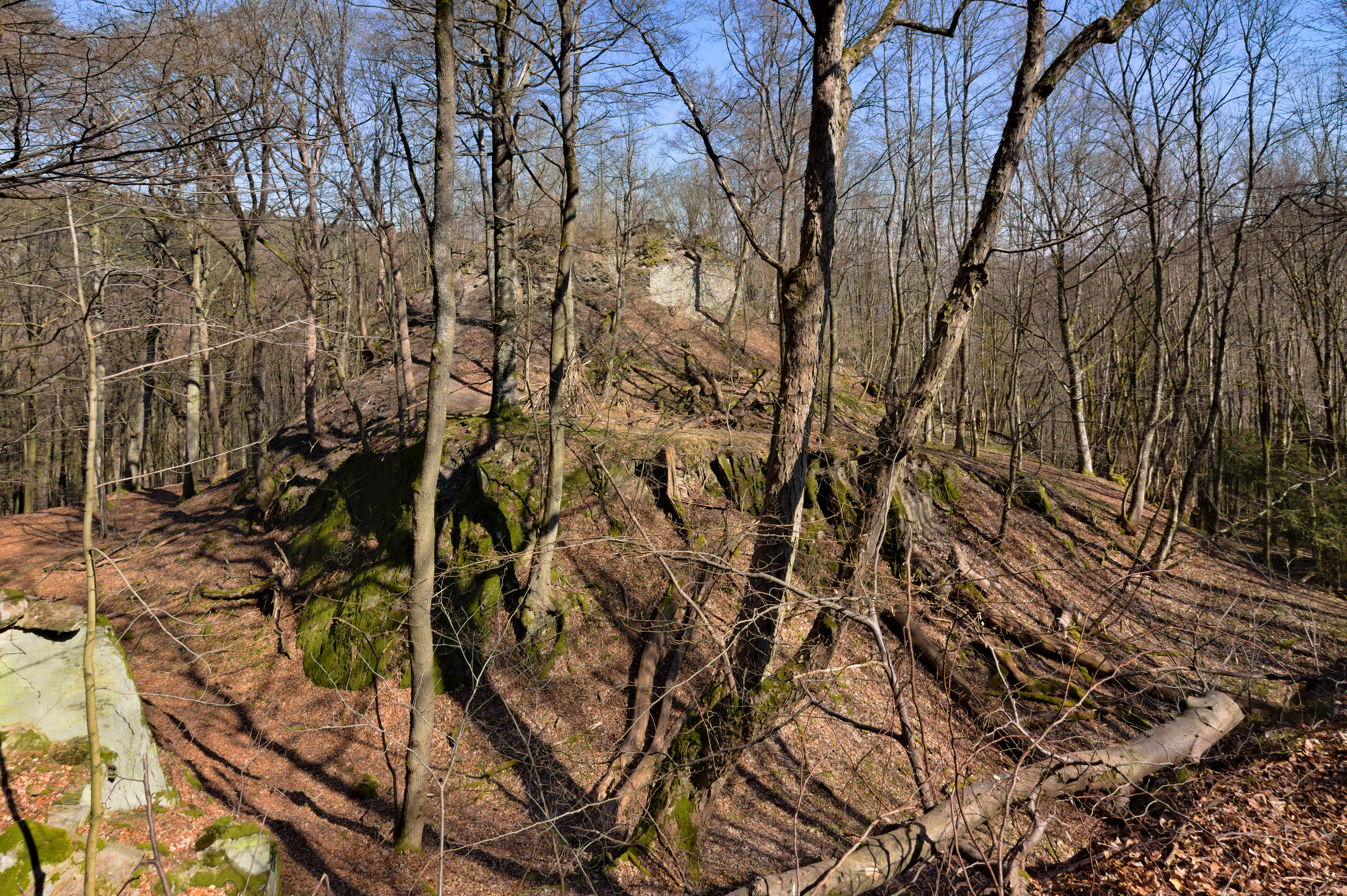
Burg Hattstein beziehungsweise was davon übrig ist